# لکسوس جی‌ایکس
لکسوس جی‌ایکس (Lexus GX) خودرویی است که از سال ۲۰۰۲ تاکنون تولید شده‌است. طراحی آن موتور جلو، خودرو چهار چرخ محرک بوده‌است.